# Berástegui
Berástegui (oficialmente en euskera: Berastegi) es un municipio del País Vasco, España. Perteneciente a Guipúzcoa, se encuentra situado en la carretera que une esta provincia con Navarra, en zona de montaña. Se trata de un municipio rural de 1111 habitantes (INE 2024) cuya población trabaja en las zonas industriales próximas.

## Toponimia

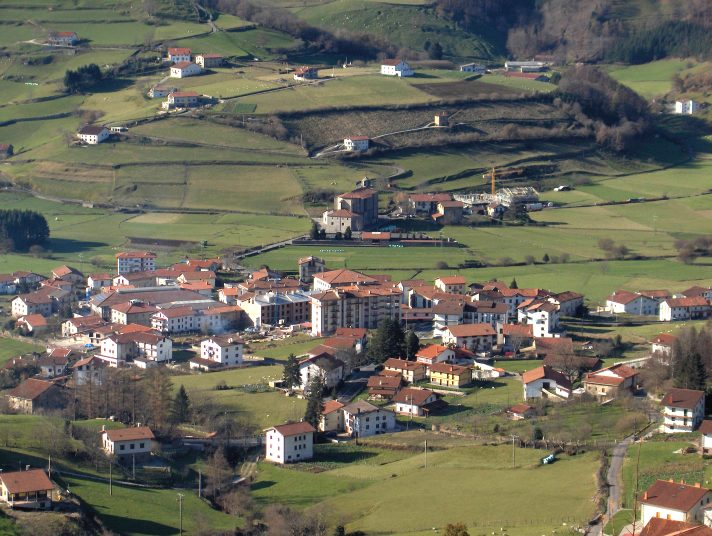
Berástegui visto desde Gorosmendi

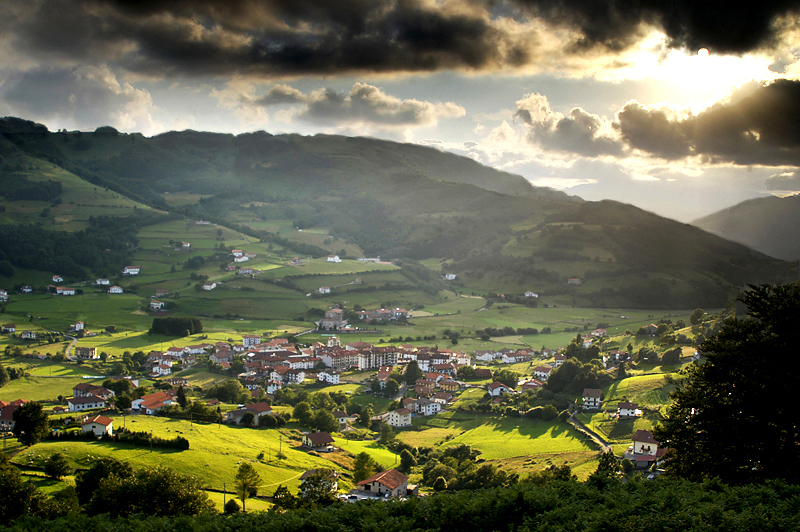
Vista de Berástegui

En euskera el sufijo -(t)egi (se pronuncia -tegui) denota 'casa de, lugar de', cuando acompaña nombres propios, apodos o profesiones. La palabra tegi por sí sola significa, además, almacén o establo. En el caso de Berástegui, por tanto, el problema se halla en el significado del primer término del nombre.
Filólogos como Koldo Mitxelena, Julio Caro Baroja, Mikel Belasko y Patxi Salaberri consideran que el nombre de Berástegui y de otras localidades como Barásoain o Beasáin está ligado con el nombre vasco medieval Beraxa, ampliamente documentado, siendo, por tanto Berástegui, un antropónimo: 'casa de Beraxa'. Koldo Mitxelena citaba, además, el ejemplo de un documento medieval en el que aparecía una persona de Berástegui que se llamaba, precisamente, Beraxa. Mitxelena iba más lejos y pensaba que dicho nombre estaba relacionado con la palabra vasca beratz, que en euskera significa 'blando'; según esta hipótesis, beraxa o beratza seríá un mote que significaría 'el blando', 'el flojo'.[cita requerida]
Jean-Baptiste Orpustan, sin embargo, relaciona el nombre de Berástegui con otra acepción que tiene la palabra beratz en algunos dialectos vascos: 'hierbal' o 'terreno herboso'. No es una hipótesis descabellada, ya que un herbazal casa bastante bien con la descripción del valle en el que se asienta Berástegui. Basándose en esta teoría se dan etimologías como 'casa del hierbal', lugar de hierbas o similares. Este mismo filólogo propone otra posibilidad: que el nombre derive de aberats, que significa 'rico' en euskera; Berástegui significaría, entonces, 'casa del rico'.[cita requerida]
Berástegui aparece mencionado por primera vez en el siglo XI como uno de los valles que forman el obispado de Pamplona. Se ha venido escribiendo como Berástegui (o Berastegui) hasta finales del siglo XX. Berastegui fue la denominación oficial hasta que en 1984 el ayuntamiento adoptó la denominación oficial de Berastegi, que es una adaptación a la ortografía moderna vasca. En 1996, fue publicada en el BOE la resolución del Gobierno vasco por la que se publicitaba dicho cambio de denominación.
El gentilicio es berasteguiano, -a en castellano y berasteguiarra en euskera. Coloquialmente se suele decir beastiarra.

## Demografía
Berástegui cuenta con una población de 1111 habitantes (INE 2024).
| Gráfica de evolución demográfica de Berástegui entre 1842 y 2021                                                    |
| |
| Población de derecho según los censos de población del INE Población de hecho según los censos de población del INE |

## Administración y política
| Partido político                                              | 2015  | 2015       | 2011  | 2011       | 2007  | 2007       | 2003        | 2003        | 1999    | 1999       | 1995  | 1995       |
| Partido político                                              | %     | Concejales | %     | Concejales | %     | Concejales | %           | Concejales  | %       | Concejales | %     | Concejales |
| Euskal Herria Bildu (EH Bildu)-Bildu                          | 63,11 | 6          | 86,31 | 9          | —     | —          | —           | —           | —       | —          | —     | —          |
| Euzko Alderdi Jeltzalea-Partido Nacionalista Vasco (EAJ-PNV)  | 28,35 | 3          | —     | —          | —     | —          | 93,14       | 7           | 53,85   | 4          | 19,09 | 1          |
| Partido Socialista de Euskadi-Euskadiko Ezkerra (PSE-EE PSOE) | 0,39  | 0          | 4,20  | 0          | —     | —          | —           | —           | —       | —          | —     | —          |
| Partido Popular del País Vasco (PP)                           | —     | —          | 1,09  | 0          | 0,07  | 0          | 1,43        | 0           | —       | —          | —     | —          |
| Eusko Alkartasuna (EA)                                        | —     | —          | —     | —          | 56,24 | 5          | Con PNV     | Con PNV     | Con PNV | Con PNV    | 52,89 | 4          |
| Eusko Abertzale Ekintza-Acción Nacionalista Vasca (EAE-ANV)   | —     | —          | —     | —          | 41,65 | 4          | —           | —           | —       | —          | —     | —          |
| Euskal Herritarrok (EH)-Herri Batasuna (HB)                   | —     | —          | —     | —          | —     | —          | Ilegalizado | Ilegalizado | 43,98   | 3          | 25,74 | 2          |

## Economía
Se trata de un municipio de tradición agrícola-ganadera.
En el barrio de Eldua radica una importante papelera perteneciente a la empresa sueca Munksjö Paper. Tiene 167 trabajadores en plantilla y fabrica papel de decoración. Es uno de los principales centros de trabajo de la zona y la única industria radicada en el municipio.

## Personas destacadas
- José Antonio Muñagorri (1794-1841): escribano, fue el impulsor de la milicia Paz y Fueros durante la primera guerra carlista, que a pesar de su fracaso sentó las bases del Convenio de Vergara, que puso fin a esta guerra.
- Pedro Muñagorri (1865-1936): sacerdote y misionero católico en Vietnam. Miembro de la Orden de los Dominicos, fue vicario apostólico de Tonkín Central y obispo titular de Pityus.
- Gabino Lizarza (1888-1971): lanzador de barra vasca y atleta. Campeón de España de lanzamiento de disco en 1924. Tomó parte en los Juegos Olímpícos de París que se disputaron ese mismo año.
- Antonio de Lizarza (1891-1974), requeté carlista
- Domingo Jaca-Cortajarena (1906-1993): sacerdote y escritor exiliado en Argentina.[8]
- Jesús Altuna (1932): arqueólogo y antropólogo.[9]
- Paulo Iztueta (1941): filólogo y escritor en lengua vasca.[10]
- Itsaso Urkizu, pelotari. Campeona del Mundo de paleta goma.[11]

## Patrimonio
Hay en la localidad una iglesia de San Martín.